# Josh Kemeny
Pas d'image ? Cliquez ici

a Compétitions nationales et continentales officielles uniquement.

b Matchs officiels uniquement.
Dernière mise à jour le 25 octobre 2023.
Josh Kemeny est né le 29 novembre 1998 à Sydney (Australie), est un joueur international australien de rugby à XV, jouant au poste de troisième ligne aile avec le club anglais des Northampton Saints depuis 2024. 

## Carrière

### En club
En 2018 et 2019, il dispute le NRC avec le club des Sydney Rays. En 2019, il également décisif dans la victoire finale du Sydney University FC en Shute Shield.
Kemeny est annoncé dans l'effectif de la franchise des Melbourne Rebels, évoluant en Super Rugby, pour la saison 2020. Il fait ses débuts contre les Brumbies et joue au total cinq rencontres pour cette première saison. En 2021, il est aligné à dix reprises, avant d'être stoppé net par une déchirure aux ligaments croisés latéraux, ce qui lui fait manquer foute la saison suivante, soit seize mois au total. De retour en 2023, il affiche sa meilleure forme, marquant quatre essais durant cette édition de Super Rugby.
En 2023, il prolonge son contrat avec les Rebels pour deux ans de plus.

### En équipe nationale
En 2018, il est sélectionné avec l'Australie des moins de 20 ans, pour prendre part au Championnat d'Océanie junior et au Championnat du monde junior.
En 2021, il est convoqué pour la première fois en équipe d'Australie par le sélectionneur Dave Rennie.
Deux ans plus tard, en juillet 2023 durant l'édition 2023 du Rugby Championship, il connaît sa première cape contre l'Argentine. Le 10 août 2023, il est annoncé au sein du groupe australien de 33 joueurs sélectionnés pour disputer la Coupe du monde 2023 en France. Il participe à la dernière rencontre de la phase de poule contre le Portugal durant la compétition.

## Statistiques en équipe nationale
Au 24 octobre 2023, Josh Kemeny compte 2 capes en tant que remplaçant en équipe d'Australie.
Il prend part à la Coupe du monde en 2023, il dispute une rencontre en tant que remplaçant, et au Rugby Championship en 2023. 

## Palmarès
- Vainqueur du Shute Shield en 2019 avec Sidney University.
- Finaliste de la Champions Cup en 2025 avec les Northampton Saints.